# اچ‌ام‌اس ایکاروس (۱۸۸۵)
اچ‌ام‌اس ایکاروس (۱۸۸۵) (به انگلیسی: HMS Icarus (1885)) یک کشتی بود که طول آن ۱۶۷ فوت (۵۱ متر) بود. این کشتی در سال ۱۸۸۵ ساخته شد.